# Bacabchén
Bacabchén es una localidad del estado mexicano de Campeche. Es parte del municipio de Dzitbalché.

## Toponimia
El nombre «Bacabchén» proviene de los términos en maya bakab, representante; ch'en, pozo. Su significado es «pozo del representante».

## Demografía
| Gráfica de evolución demográfica |
|                                  |

| Censo | Población |
| ----- | --------- |
| 1900  | 339       |
| 1910  | 349       |
| 1921  | 620       |
| 1930  | 675       |
| 1940  | 653       |
| 1950  | 866       |
| 1960  | 949       |
| 1970  | 833       |
| 1980  | 1 296     |
| 1990  | 1 677     |
| 2000  | 2 214     |
| 2010  | 2 527     |
| 2020  | 3 128     |